# This Is Me... Then
This Is Me... Then —en español: ‘Esta soy yo...Entonces’— es el tercer álbum de estudio de la cantante estadounidense Jennifer Lopez, lanzado el 25 de noviembre de 2002 por la discográfica Epic. Este disco se orientó más al rhythm and blues que los previos trabajos de López, On the 6 (1999) y J.Lo (2001), en los cuales predominaba el dance pop. Aunque el lanzamiento del álbum estaba programado para diciembre de 2002, la filtración del primer sencillo, «Jenny from the Block», obligó a adelantar su salida en un mes.
Durante la producción del disco, Lopez estaba ligada sentimentalmente con el actor Ben Affleck. Esta relación, apodada por la prensa como «Bennifer», fue la principal inspiración para This Is Me... Then, de hecho, varias de sus canciones declaran el amor de Lopez por Affleck, como «Dear Ben» y «Baby I Love U!». Lopez trabajó con diversos productores, entre ellos, sus antiguos colaboradores: Cory Rooney y Troy Oliver. Lopez se involucró más en este que en sus anteriores discos, escribiendo, coescribiendo y produciendo más canciones.
Los críticos aseguraron que, a pesar de la limitaciones vocales de Lopez, el álbum era más completo y tenía un sonido más rico que sus anteriores trabajos. En general, los especialistas vertieron opiniones divididas sobre This Is Me... Then; algunos destacaron la madurez de Lopez como artista e intérprete y otros consideraron que el disco era «molesto» por sus temas de amor.
This Is Me... Then debutó en el puesto 6 de la lista de popularidad estadounidense Billboard 200. Meses después llegó al puesto 2. En Estados Unidos, This Is Me... Then fue el decimosegundo álbum más vendido a fines del 2003 y, desde entonces, ha sido certificado tres veces. Sus ventas en los Estados Unidos alcanzaron las 2.593.000 copias en octubre de 2010. También alcanzó la lista de los diez primeros en países como Canadá, Francia, Alemania, Japón, Países Bajos, Suecia y Suiza, vendiendo más de 7 millones de copias en todo el mundo.
Del álbum se desprendieron cuatro sencillos, «Jenny from the Block» —en colaboración con los raperos Styles P y Jadakiss— fue el primero y logró posicionarse dentro de los diez primeros lugares de la lista Billboard Hot 100. El segundo, «All I Have», a dúo con LL Cool J, el cual llegó al primer lugar en Estados Unidos y se mantuvo allí por cuatro semanas, convirtiéndose en una de las canciones más exitosas del año 2003. Los siguientes sencillos fueron «I'm Glad» y «Baby I Love U!», los cuáles obtuvieron resultados moderados a nivel mundial a comparación de sus predecesores.
El 25 de noviembre de 2022, que era el vigésimo aniversario del álbum, López anunció que lanzaría una secuela del álbum en 2024 titulado This is Me... Now.

## Escritura y grabación
Ben Affleck se convirtió en la musa de Jennifer López a la hora de escribir y grabar las canciones de este álbum. "Escribí muchas canciones inspiradas, en cierto modo, por lo que estaba pasando en el momento en que se estaba haciendo este álbum, y él definitivamente fue una gran parte de eso", afirmó la artista en declaraciones a MTV News. La cantante asumió un papel más activo, participando más en la escritura de los temas que en trabajos anteriores.
Lopez escribió las letras en un diario que ella misma definió como su libro mágico, en que solía anotar ideas y pensamientos que le sirvieran de base para nuevas canciones. Ese material sirvió de base para el libreto del álbum, ofreciendo una imagen intimista de la cantante. Mientras iba desgranando los temas que compondrían el álbum, Lopez escuchaba música blues y soul y artistas como Stevie Wonder y Michael Jackson, que resultaron una gran influencia en el sonido de This Is Me... Then.
La mayor parte del material del álbum se grabó en apenas dos semanas. Su predilección por el álbum Off the Wall de Michael Jackson, lanzado en 1979, por lo que solicitó la presencia del ingeniero y mezclador del disco, Bruce Swedien, para que diera su toque de distinción a This Is Me... Then. La cantante ha señalado en numerosas ocasiones que este es uno de sus mejores trabajos y del que más satisfecha se siente. "En ese momento realmente me di cuenta de que ser artista significaba ser vulnerable y desnudar tu corazón y tu alma... se necesita coraje para hacer eso... para mostrar realmente quién eres en un momento dado".

## Lista de canciones
| This Is Me… then (EE. UU. Edición Estándar) |                        | |                                   |          |  |
| N.º                                         | Título                 | Escritor(es) | Productor(es)                     | Duración |  |
| 1.                                          | «Still»                | Jennifer Lopez, Rich Shelton, Kevin Veney, Loren Hill, Leonard Huggins, LeRoy Bell, Casey James                                                                         | Shelton, Veney, Hill, Cory Rooney | 3:40     |  |
| 2.                                          | «Loving You»           | Troy Oliver, Rooney, James Mtume, Michael Garvin, Tom C. Shapiro | T. Oliver, Rooney                 | 3:45     |  |
| 3.                                          | «I'm Glad»             | Lopez, T. Oliver, Rooney, Mr. Deyo, Jesse Weaver Jr. | T. Oliver, Rooney                 | 3:42     |  |
| 4.                                          | «The One»              | Lopez, Rooney, Davy Deluge, Linda Creed, Thom Bell | Rooney, Deluge, Dan Shea          | 3:36     |  |
| 5.                                          | «Dear Ben»             | Lopez, Rooney, Bernard Edwards Jr. | Focus..., Rooney                  | 3:14     |  |
| 6.                                          | «All I Have»           | Lopez. Makeba Riddick, Curtis Richardson, Ron G, Lisa Peters, William Jeffrey                                                                                           | Rooney, Ron G, Dave McPherson     | 4:14     |  |
| 7.                                          | «Jenny from the Block» | Lopez, T. Oliver, Mr. Deyo, Samuel Barnes, Jean Claude Olivier, Jose Fernando Arbex Miro, Lawrence Parker, Scott Sterling, Michael Oliver, David Styles, Jason Phillips | T. Oliver, Rooney, Poke and Tone  | 3:08     |  |
| 8.                                          | «Again»                | Lopez, Rooney, T. Oliver, Reggie Hamlet | T. Oliver, Hamlet, Rooney         | 5:47     |  |
| 9.                                          | «You Belong to Me»     | Carly Simon, Michael McDonald | Rooney, Shea                      | 3:30     |  |
| 10.                                         | «I've Been Thinkin'»   | Lopez, Rooney, Shea | Rooney, Shea                      | 4:41     |  |
| 11.                                         | «Baby I Love U!»       | Lopez, Rooney, Shea, John Barry | Rooney, Shea                      | 4:43     |  |
| 12.                                         | «The One" (Versión 2)» | Lopez, Rooney, Creed, Deluge, Bell | Rooney, Deluge, Shea              | 3:31     |  |
| 47:31                                       |                        | |                                   |          |  |

| This Is Me... Then – Edición internacional (Pista adicional) |                        |                                                                                 |                                  |          |  |
| N.º                                                          | Título                 | Escritor(es)                                                                    | Productor(es)                    | Duración |  |
| 12.                                                          | «I'm Gonna Be Alright» | Lopez, Rooney, T. Oliver, Lorraine Cheryl Cook, Ronald LaPread, Olivier, Barnes | Rooney, T. Oliver, Poke and Tone | 2:52     |  |
| 50:07                                                        |                        |                                                                                 |                                  |          |  |

| This Is Me... Then – edición re-envasado (Disco 2) |                                                          |                                                                               |                                                         |          |  |
| N.º                                                | Título                                                   | Escritor(es)                                                                  | Productor(es)                                           | Duración |  |
| 1.                                                 | «Jenny from the Block (Seismic Crew's Latin Disco Trip)» | Lopez T. Oliver, Mr. Deyo, Barnes, Olivier, Miró, Parker, Sterling, M. Oliver | T. Oliver, Rooney, Poke and Toke, Seismic Crew          | 6:41     |  |
| 2.                                                 | «All I Have (featuring LL Cool J) (Ignorants Remix)»     | Lopez, Smith, Riddick, Richardson, Ron G, McPherson, Peters, Jeffrey          | Rooney, Ron G, McPherson, Ignorants                     | 4:03     |  |
| 3.                                                 | «I'm Glad" (Paul Oakenfold Perfecto Remix)»              | Lopez, T. Oliver, Rooney, Mr. Deyo                                            | T. Oliver, Rooney, Paul Oakenfold                       | 5:47     |  |
| 4.                                                 | «The One" (Bastone & Burnz Club Mix)»                    | Lopez, Rooney, Deluge, Creed, Bell                                            | Rooney, Deluge, Shea, Freddy Bastone, Jeffrey Bernstein | 7:40     |  |
| 5.                                                 | «Baby I Love U! (R. Kelly Remix)»                        | Lopez, Rooney, Shea, Barry, R. Kelly                                          | Rooney, Shea, Kelly                                     | 4:11     |  |

Notas
- "Still" contiene elementos de "Set Me Free", escrita por LeRoy Bell y Casey James e interpretada por Teddy Pendergrass.
- "Loving You" contiene:
  - una porción de "Juicy Fruit", como está escrito por James Mtume e interpretada por Mtume.
  - una interpolación de "Never Give Up on a Good Thing", como está escrito por Michael Garvin y Tom C. Shapiro e interpretada por George Benson.
- "I'm Glad" contiene un sample de "P.S.K. What Does It Mean?", tal como está escrita e interpretada por Jesse "Schoolly D" Weaver Jr.
- "The One" y "The One (Version 2)" contiene una interpolación de "You Are Everything", como está escrito por Thom Bell y Linda Creed e interpretada por The Stylistics.
- "All I Have" contiene un sample de "Very Special", como está escrito por Lisa Peters y William Jeffrey e interpretada por Debra Laws.
- "Jenny from the Block" contiene:
  - una interpolación de "Hi-Jack" (1975), escrita por Jose Fernando Arbex Miro.
  - una porción de "South Bronx" (1987), escrita por Lawrence Parker y Scott Sterling.
  - partes de "Heaven and Hell Is on Earth" (1975), según lo escrito por Michael Oliver.
- "You Belong to Me" contiene un sample de "Catch the Beat", escrita por G. Andrews, K. Nix, Brad Osborne, T. Ski Valley e interpretada por T. Ski Valley.
- "Baby I Love U!" contiene una interpolación de "Midnight Cowboy" (1969), escrita e interpretada por John Barry.

## Rendimiento comercial
| Asia              |                                    |    |
| Japón             | Oricon                             | 9  |
| América           |                                    |    |
| Estados Unidos    | Billboard 200 (Billboard)          | 2  |
| Estados Unidos    | Top R&B/Hip Hop Albums (Billboard) | 5  |
| Canadá            | Canadian álbumes (Billboard)       | 5  |
| Europa            |                                    |    |
| Alemania          | Media Control Charts               | 4  |
| Austria           | Ö3 Austria Top 40                  | 7  |
| Bélgica (Flandes) | Ultratop                           | 6  |
| Bélgica (Valonia) | Ultratop                           | 6  |
| Finlandia         | Top 50 Álbumes                     | 10 |
| Francia           | Top 200 Álbumes                    | 4  |
| Grecia            | Top 50 Foreign Albums              | 1  |
| Holanda           | MegaCharts                         | 7  |
| Hungría           | Mahasz                             | 9  |
| Irlanda           | Top 75 Album Artist                | 15 |
| Italia            | Top 20 Álbumes                     | 11 |
| Noruega           | VG-lista                           | 13 |
| Polonia           | Polish Music Charts                | 19 |
| Portugal          | Top 30 Albums                      | 22 |
| Reino Unido       | Albums Top 75                      | 13 |
| Suecia            | Sverigetopplistan                  | 7  |
| Suiza             | Swiss Music Charts                 | 3  |

### Lista de fin de año
| 2003              |                                    |    |
| América           |                                    |    |
| Estados Unidos    | Billboard (Billboard 200)          | 12 |
| Estados Unidos    | Billboard (Top R&B/Hip-Hop Albums) | 26 |
| Europa            |                                    |    |
| Bélgica (Flandes) | Ultratop                           | 88 |
| Bélgica (Valonia) | Ultratop                           | 86 |
| Oceanía           |                                    |    |
| Australia         | ARIA Charts (Urban Albums 2003)    | 6  |
| Australia         | ARIA Charts (Top 100 Albums)       | 49 |

### Certificaciones
| País           | Proveedor | Certificación | Ventas    |
| América        |           |               |           |
| Canadá         | CRIA      | 2× platino    | 200,000   |
| Estados Unidos | RIAA      | 2× platino    | 2,500,000 |
| Europa         |           |               |           |
| Alemania       | IFPI      | Oro           | 150,000   |
| Austria        | IFPI      | Oro           | 15,000    |
| Bélgica        | IFPI      | Oro           | 15,000    |
| Europa         | IFPI      | Platino       | 1,000,000 |
| Finlandia      | IFPI      | Oro           | 20,000    |
| Francia        | SNEP      | 2× Oro        | 320,000   |
| Grecia         | IFPI      | Oro           | 15,000    |
| Hungría        | Mahasz    | Oro           | 10,000    |
| Países Bajos   | NVPI      | Oro           | 40,000    |
| Polonia        | AFP       | Oro           | 10,000    |
| Reino Unido    | BPI       | 2x Platino    | 600,000   |
| Suecia         | IFPI      | Oro           | 20,000    |
| Suiza          | IFPI      | Platino       | 40,000    |
| Oceanía        |           |               |           |
| Australia      | ARIA      | Platino       | 70,000    |
| Nueva Zelanda  | RIANZ     | Oro           | 7,500     |

## Historial de lanzamientos
| País            | Lanzamiento             | Edición    | Sello |
| --------------- | ----------------------- | ---------- | ----- |
| Francia         | 25 de noviembre de 2002 | Estándar   | Sony  |
| Alemania        | 25 de noviembre de 2002 | Estándar   | Sony  |
| Estados Unidos. | 26 de noviembre de 2002 | Estándar   | Epic  |
| Japón           | 27 de noviembre de 2002 | Estándar   | Sony  |
| Reino Unido     | 24 de marzo de 2004     | Reenvasado | Sony  |